# Vasil Gendov
Vasil Dimov Gendov (in bulgaro Васил Димов Гендов?; Sliven, 7 dicembre 1891 – Sofia, 3 settembre 1970) è stato un attore, regista e sceneggiatore bulgaro.
Gendov ha scritto, diretto e ricoperto il ruolo di protagonista del primo lungometraggio realizzato in Bulgaria, la commedia muta Balgaran e galant del 1915. Ha diretto e interpretato anche il primo film sonoro bulgaro, Buntat na robite del 1933.

## Filmografia

### Regista, sceneggiatore e attore
- Balgaran e galant (1915)
- Lyubovta e ludost (1917)
- Dyavolat v Sofia (1921)
- Voenni deystviya v mirno vreme (1922)
- Bay Ganyo (1922)
- Chovekat, koyto zabravi boga (1927)
- Patyat na bezpatnite (1928)
- Ulichni bozhestva (1929)
- Burya na mladostta (1930)
- Buntat na robite (1933)
- Zemyata gori (1937)

### Regista
- Zabraveniqt Sliven (1928)